# Afgán labdarúgó-szövetség
Afgán labdarúgó-szövetség (angolul: Afghanistan Football Federation)

## Történelme
1922-ben alapították. Az Afgán Olimpiai Bizottság részeként tevékenykedik. A Nemzetközi Labdarúgó-szövetségnek (FIFA) 1948-tól tagja. 1954-ben az Ázsiai Labdarúgó-szövetség (AFC) alapító tagja. Fő feladata a nemzetközi kapcsolatokon kívül, a  Afgán labdarúgó-válogatott férfi és női ágának, a korosztályos válogatottak illetve a nemzeti bajnokság szervezése, irányítása.